# Трирогово
Трирогово (укр. Трирогове) — село,
Черноглазовский сельский совет,
Полтавский район (Полтавская область),
Полтавская область,
Украина.
Код КОАТУУ — 5324086911. Население по переписи 2001 года составляло 12 человек.

## Географическое положение
Село Трирогово находится на расстоянии в 1 км от сёл Долина и Макарцовка.
По селу протекает пересыхающий ручей с запрудой.